# Општина Отон П. Бланко (Кинтана Ро)
Отон П. Бланко (шп. Othón P. Blanco) општина је у Мексику у савезној држави Кинтана Ро. Општина се налази на надморској висини од 10 м.

## Становништво
Према подацима из 2010. у општини је живело 244553 становника.

### Хронологија
| Година       | 2000                     | 2005                     | 2010                     |
| ------------ | ------------------------ | ------------------------ | ------------------------ |
| Становништво | 208164 (104314 / 103850) | 219763 (109059 / 110704) | 244553 (121906 / 122647) |

### Попис
| \| \| м \| \| \| ж \| \| 0—2 \| 6.646 \| \| \| 6.443 \| \| 3—5 \| 7.102 \| \| \| 6.827 \| \| 6—11 \| 14.585 \| \| \| 13.933 \| \| 12—14 \| 7.374 \| \| \| 7.194 \| \| 15—17 \| 7.904 \| \| \| 7.743 \| \| 18—24 \| 16.453 \| \| \| 16.679 \| \| 60+ \| 9.670 \| \| \| 8.710 \| \| Просек : \| 28,7 \| \| \| 29,0 \| |        |  |  |        |
| |        |  |  |        |
| | м      |  |  | ж      |
| 0—2 | 6.646  |  |  | 6.443  |
| 3—5 | 7.102  |  |  | 6.827  |
| 6—11 | 14.585 |  |  | 13.933 |
| 12—14 | 7.374  |  |  | 7.194  |
| 15—17 | 7.904  |  |  | 7.743  |
| 18—24 | 16.453 |  |  | 16.679 |
| 60+ | 9.670  |  |  | 8.710  |
| Просек : | 28,7   |  |  | 29,0   |

| #   | Индикатор                                                                                        | Вредност |
| --- | ------------------------------------------------------------------------------------------------ | -------- |
| 1   | Становништво од 0 до 2 године                                                                    | 13089    |
| 2   | Мушко становништво од 0 до 2 године                                                              | 6646     |
| 3   | Женско становништво од 0 до 2 године                                                             | 6443     |
| 4   | Становништво са 3 и више година                                                                  | 230494   |
| 5   | Мушко становништво са 3 и више година                                                            | 114769   |
| 6   | Женско становништво са 3 и више година                                                           | 115725   |
| 7   | Становништво са 5 и више година                                                                  | 221128   |
| 8   | Мушко становништво са 5 и више година                                                            | 109988   |
| 9   | Женско становништво са 5 и више година                                                           | 111140   |
| 10  | Становништво са 12 и више година                                                                 | 188047   |
| 11  | Мушко становништво са 12 и више година                                                           | 93082    |
| 12  | Женско становништво са 12 и више година                                                          | 94965    |
| 13  | Становништво са 15 и више година                                                                 | 173479   |
| 14  | Мушко становништво са 15 и више година                                                           | 85708    |
| 15  | Женско становништво са 15 и више година                                                          | 87771    |
| 16  | Становништво са 18 и више година                                                                 | 157832   |
| 17  | Мушко становништво са 18 и више година                                                           | 77804    |
| 18  | Женско становништво са 18 и више година                                                          | 80028    |
| 19  | Становништво од 3 до 5 година                                                                    | 13929    |
| 20  | Мушко становништво од 3 до 5 година                                                              | 7102     |
| 21  | Женско становништво од 3 до 5 година                                                             | 6827     |
| 22  | Становништво од 6 до 11 година                                                                   | 28518    |
| 23  | Мушко становништво од 6 до 11 година                                                             | 14585    |
| 24  | Женско становништво од 6 до 11 година                                                            | 13933    |
| 25  | Становништво од 8 до 14 година                                                                   | 33872    |
| 26  | Мушко становништво од 8 до 14 година                                                             | 17248    |
| 27  | Женско становништво од 8 до 14 година                                                            | 16624    |
| 28  | Становништво од 12 до 14 година                                                                  | 14568    |
| 29  | Мушко становништво од 12 до 14 година                                                            | 7374     |
| 30  | Женско становништво од 12 до 14 година                                                           | 7194     |
| 31  | Становништво од 15 до 17 година                                                                  | 15647    |
| 32  | Мушко становништво од 15 до 17 година                                                            | 7904     |
| 33  | Женско становништво од 15 до 17 година                                                           | 7743     |
| 34  | Становништво од 18 до 24 године                                                                  | 33132    |
| 35  | Мушко становништво од 18 до 24 године                                                            | 16453    |
| 36  | Женско становништво од 18 до 24 године                                                           | 16679    |
| 37  | Женско становништво од 15 до 49 година                                                           | 69359    |
| 38  | Становништво са 60 и више година                                                                 | 18380    |
| 39  | Мушко становништво са 60 и више година                                                           | 9670     |
| 40  | Женско становништво са 60 и више година                                                          | 8710     |
| 41  | Однос између мушкараца и жена                                                                    | 99.4     |
| 42  | Становништво од нуле до 14 година                                                                | 70104    |
| 43  | Становништво од 15 до 64 године                                                                  | 161670   |
| 44  | Становништво од 65 година и више                                                                 | 11809    |
| 45  | Просечан број деце                                                                               | 2.24     |
| 46  | Становништво рођено у ентитету                                                                   | 148743   |
| 47  | Мушко становништво рођено у ентитету                                                             | 74094    |
| 48  | Женско становништво рођено у ентитету                                                            | 74649    |
| 49  | Становништво рођено у другом ентитету                                                            | 90256    |
| 50  | Мушко становништво рођено у другом ентитету                                                      | 45006    |
| 51  | Женско становништво рођено у другом ентитету                                                     | 45250    |
| 52  | Становништво од 5 година и више резидентно у ентитету у јуну 2005. године                        | 207962   |
| 53  | Мушко становништво старосног доба од 5 година и више, резидентно у ентитету у јуну 2005. године  | 103045   |
| 54  | Женско становништво старосног доба од 5 и више година, резидентно у ентитету у јуну 2005. године | 104917   |
| 55  | Становништво од 5 година и више које је живело у другом ентитету у јуну 2005. године             | 10258    |
| 56  | Мушко становништво старије од 5 година које је живело у другом ентитету у јуну 2005. године      | 5214     |
| 57  | Женско становништво старије од 5 година које је живело у другом ентитету у јуну 2005. године     | 5044     |
| 58  | Становништво од 3 године и више које говори аутохтони језик                                      | 21973    |
| 59  | Мушко становништво старо 3 године и више које говори аутохтони језик                             | 11565    |
| 60  | Женско становништво старо 3 године и више које говори аутохтони језик                            | 10408    |
| 61  | Становништво од 3 године и више које говори аутохтони језик и не говори шпански језик            | 342      |
| 62  | Мушко становништво старо 3 године и више које говори аутохтони језик и не говори шпански         | 127      |
| 63  | Женско становништво старо 3 године и више које говори аутохтони језик и не говори шпански језик  | 215      |
| 64  | Становништво старо 3 године и више које говори аутохтони језик и шпански                         | 20683    |
| 65  | Мушко становништво старо 3 године и више које говори аутохтони језик и шпански                   | 10969    |
| 66  | Женско становништво старо 3 године и више које говори аутохтони језик и шпански                  | 9714     |
| 67  | Становништво од 5 година и више које говори аутохтони језик                                      | 21859    |
| 68  | Становништво од 5 година и више које говори аутохтони језик и не говори шпански језик            | 338      |
| 69  | Становништво од 5 година и више које говори аутохтони језик и говори шпански језик               | 20584    |
| 70  | Становништво у домородачким домаћинствима                                                        | 50332    |
| 71  | Становништво са ограничењима у активностима                                                      | 10276    |
| 72  | Становништво са ограниченим ходањем или кретањем, горе или доле                                  | 5258     |
| 73  | Становници са ограничењима вида, чак и уз кориштење сочива                                       | 3450     |
| 74  | Становништво са ограничењима говора, комуникације или конверзације                               | 1080     |
| 75  | Становништво са ограниченим слухом                                                               | 924      |
| 76  | Становништво са ограничењима при одевању, купању или јелу                                        | 497      |
| 77  | Становништво са ограничењима у опажању или учењу једноставних ствари                             | 496      |
| 78  | Становништво са менталним ограничењима                                                           | 926      |
| 79  | Становништво без ограничења активности                                                           | 232047   |
| 80  | Становништво од 3 до 5 година које не похађа школу                                               | 6355     |
| 81  | Мушко становништво од 3 до 5 година које не похађа школу                                         | 3274     |
| 82  | Женско становништво од 3 до 5 година које не похађа школу                                        | 3081     |
| 83  | Становништво од 6 до 11 година које не похађа школу                                              | 786      |
| 84  | Мушко становништво од 6 до 11 година које не похађа школу                                        | 413      |
| 85  | Женско становништво од 6 до 11 година које не похађа школу                                       | 373      |
| 86  | Становништво од 12 до 14 година које не похађа школу                                             | 973      |
| 87  | Мушко становништво од 12 до 14 година које не похађа школу                                       | 520      |
| 88  | Женско становништво од 12 до 14 година које не похађа школу                                      | 453      |
| 89  | Становништво од 15 до 17 година похађа школу                                                     | 11436    |
| 90  | Мушко становништво од 15 до 17 година похађа школу                                               | 5743     |
| 91  | Женско становништво између 15 и 17 година живота у школи                                         | 5693     |
| 92  | Становништво од 18 до 24 године похађа школу                                                     | 10601    |
| 93  | Мушко становништво од 18 до 24 године похађа школу                                               | 5448     |
| 94  | Женско становништво од 18 до 24 године похађа школу                                              | 5153     |
| 95  | Становништво од 8 до 14 година које не може да чита и пише                                       | 1279     |
| 96  | Мушко становништво старосног доба од 8 до 14 година које не може да чита и пише                  | 751      |
| 97  | Женско становништво старосног доби од 8 до 14 година које не може да чита и пише                 | 528      |
| 98  | Становништво од 15 година и више које је неписмено                                               | 12253    |
| 99  | Мушко становништво од 15 година и више које је неписмено                                         | 5170     |
| 100 | Женско становништво од 15 година и више које је неписмено                                        | 7083     |
| 101 | Становништво старо 15 и више година без школовања                                                | 13262    |
| 102 | Мушко становништво старо 15 и више година без школовања                                          | 5986     |
| 103 | Женско становништво старо 15 и више година без школовања                                         | 7276     |
| 104 | Становништво старосног доба 15 и више година са непотпуним основним образовањем                  | 20743    |
| 105 | Мушко становништво старосног доба од 15 година и више са непотпуном основним образовањем         | 10184    |
| 106 | Женско становништво старосног доба 15 и више година са непотпуном основним образовањем           | 10559    |
| 107 | Становништво старо 15 и више година са комплетним основним образовањем                           | 22141    |
| 108 | Мушко становништво старо 15 година и више са комплетним основним образовањем                     | 10324    |
| 109 | Женско становништво старо 15 и више година са комплетним основним образовањем                    | 11817    |
| 110 | Становништво старосног доба 15 и више година са непотпуним средњим образовањем                   | 8854     |
| 111 | Мушко становништво старосног доба од 15 година и више са непотпуним средњим образовањем          | 4875     |
| 112 | Женско становништво старосног доба од 15 година и више са непотпуним средњим образовањем         | 3979     |
| 113 | Становништво старо 15 и више година са пуним секундарном образовањем                             | 42871    |
| 114 | Мушко становништво старосног доба од 15 година и више са пуним секундарном образовањем           | 21186    |
| 115 | Женско становништво старосног доба од 15 година и више са пуним секундарном образовањем          | 21685    |
| 116 | Становништво старије од 18 година са постосновним образовањем                                    | 59668    |
| 117 | Мушко становништво старије од 18 година са постосновним образовањем                              | 30443    |
| 118 | Женско становништво старије од 18 година са постосновним образовањем                             | 29225    |
| 119 | Просечна оцена школовања                                                                         | 8.79     |
| 120 | Просечан ниво образовања мушке популације                                                        | 8.96     |
| 121 | Просечан ниво образовања женског становништва                                                    | 8.63     |
| 122 | Економски активно становништво                                                                   | 101425   |
| 123 | Економски активна мушка популација                                                               | 68956    |
| 124 | Економски активна женска популација                                                              | 32469    |
| 125 | Становништво које није економски активно                                                         | 85929    |
| 126 | Мушко становништво које није економски активно                                                   | 23702    |
| 127 | Женско становништво које није економски активно                                                  | 62227    |
| 128 | Запослено становништво                                                                           | 98766    |
| 129 | Запослено мушко становништво                                                                     | 66839    |
| 130 | Запослено женско становништво                                                                    | 31927    |
| 131 | Незапослена популација                                                                           | 2659     |
| 132 | Незапослена мушка популација                                                                     | 2117     |
| 133 | Незапослена женска популација                                                                    | 542      |
| 134 | Становништво без права на здравствене услуге                                                     | 57427    |
| 135 | Становништво које има право на здравствене услуге                                                | 185788   |
| 136 | Становништво које има право на ИМСС                                                              | 61151    |
| 137 | Становништво које има право на социјално осигурање                                               | 44033    |
| 138 | Становништво које има право на државно социјално осигурање                                       | 1195     |
| 139 | Становништво које има право на опште осигурање или здравствено осигурање за нову генерацију      | 73372    |
| 140 | Становништво које је било једном или није било у браку током 12 година и више                    | 64963    |
| 141 | Венчано или уједињено становништво од 12 година и више                                           | 104126   |
| 142 | Становништво које је било у браку или уједињено 12 година и више                                 | 18674    |
| 143 | Становништво са католичком религијом                                                             | 147433   |
| 144 | Протестанти, еванђелисти и библијски следбеници различити од еванђелиста                         | 53091    |
| 145 | Становништво са другим религијама различитим од претходних                                       | 679      |
| 146 | Становништво без религије                                                                        | 37532    |
| 147 | Укупно пописаних домаћинства                                                                     | 65569    |
| 148 | Пописна домаћинства на челу са мушкарцима                                                        | 49152    |
| 149 | Пописна домаћинства на челу са женама                                                            | 16417    |
| 150 | Становништво у пописним домаћинствима                                                            | 242173   |
| 151 | Становништво у пописним домаћинствима на челу са мушкарцима                                      | 186897   |
| 152 | Становништво у пописним домаћинствима на челу са женама                                          | 55276    |
| 153 | Укупно домаћинстава                                                                              | 79222    |
| 154 | Укупно насељених домаћинстава                                                                    | 65893    |
| 155 | Укупно приватних кућа                                                                            | 78898    |
| 156 | Насељени приватни домови                                                                         | 65569    |
| 157 | Укупно насељених приватних кућа                                                                  | 65874    |
| 158 | Ненасељене приватне куће                                                                         | 9500     |
| 159 | Појединачна домаћинства за привремену употребу                                                   | 3829     |
| 160 | Становници у насељеним приватним кућама                                                          | 242173   |
| 161 | Насељеност станара у приватним становима                                                         | 3.69     |
| 162 | Просечно становника по соби у приватним насељеним домаћинствима                                  | 1.19     |
| 163 | Појединачна домаћинства са подовима од различитих материјала од земље                            | 61565    |
| 164 | Појединачна домаћинства у приземљу                                                               | 3610     |
| 165 | Појединачна домаћинства са једном спаваћом собом                                                 | 31576    |
| 166 | Појединачна домаћинства са две спаваће собе и више                                               | 33724    |
| 167 | Појединачна домаћинства са једним собом                                                          | 10886    |
| 168 | Појединачна домаћинства са две собе                                                              | 14397    |
| 169 | Појединачна домаћинства са 3 собе и више                                                         | 39967    |
| 170 | Појединачна домаћинства која имају електрично светло                                             | 63890    |
| 171 | Појединачна домаћинства која немају електрично светло                                            | 1469     |
| 172 | Појединачна домаћинства која имају водоводну воду у стамбеном простору                           | 61868    |
| 173 | Појединачна домаћинства која немају водоводну воду у стамбеном простору                          | 3369     |
| 174 | Појединачна домаћинства која имају тоалет                                                        | 63344    |
| 175 | Појединачна домаћинства која имају канализацију                                                  | 61475    |
| 176 | Појединачна домаћинства која немају канализацију                                                 | 3672     |
| 177 | Појединачна домаћинства која имају електрично светло, довод воде из јавне мреже и канализацију   | 58648    |
| 178 | Појединачна домаћинства без икаквих услова                                                       | 2000     |
| 179 | Појединачна домаћинства која имају радио                                                         | 48896    |
| 180 | Појединачна домаћинства која имају телевизор                                                     | 58763    |
| 181 | Појединачна домаћинства која имају фрижидер                                                      | 53986    |
| 182 | Појединачна домаћинства која имају машину за веш                                                 | 49164    |
| 183 | Појединачна домаћинства која имају аутомобил или комби                                           | 27400    |
| 184 | Појединачна домаћинства која имају рачунар                                                       | 19578    |
| 185 | Појединачна домаћинства која имају фиксну телефонску линију                                      | 20060    |
| 186 | Појединачна домаћинства која имају мобилни телефон                                               | 48656    |
| 187 | Појединачна домаћинства која имају приступ интернету                                             | 13516    |